# Autovía del Noroeste

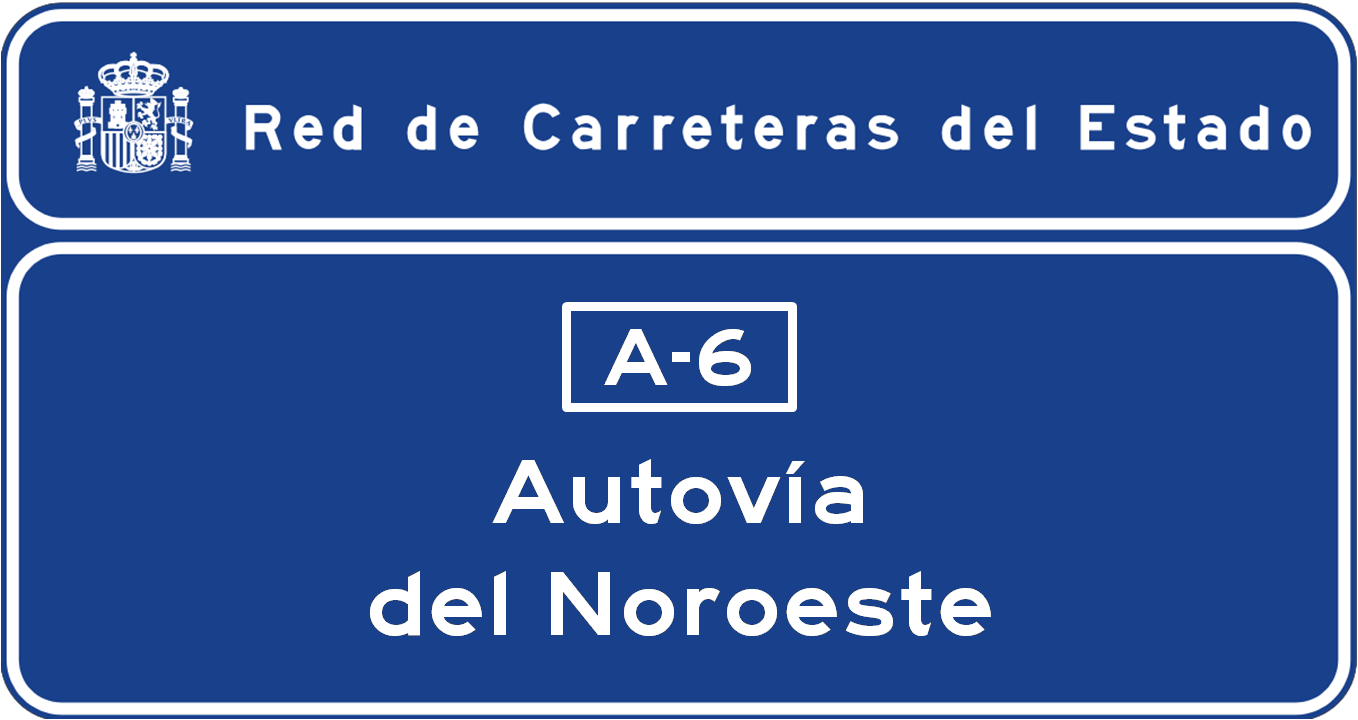
Señal de confirmación de la Autovía del Noroeste.

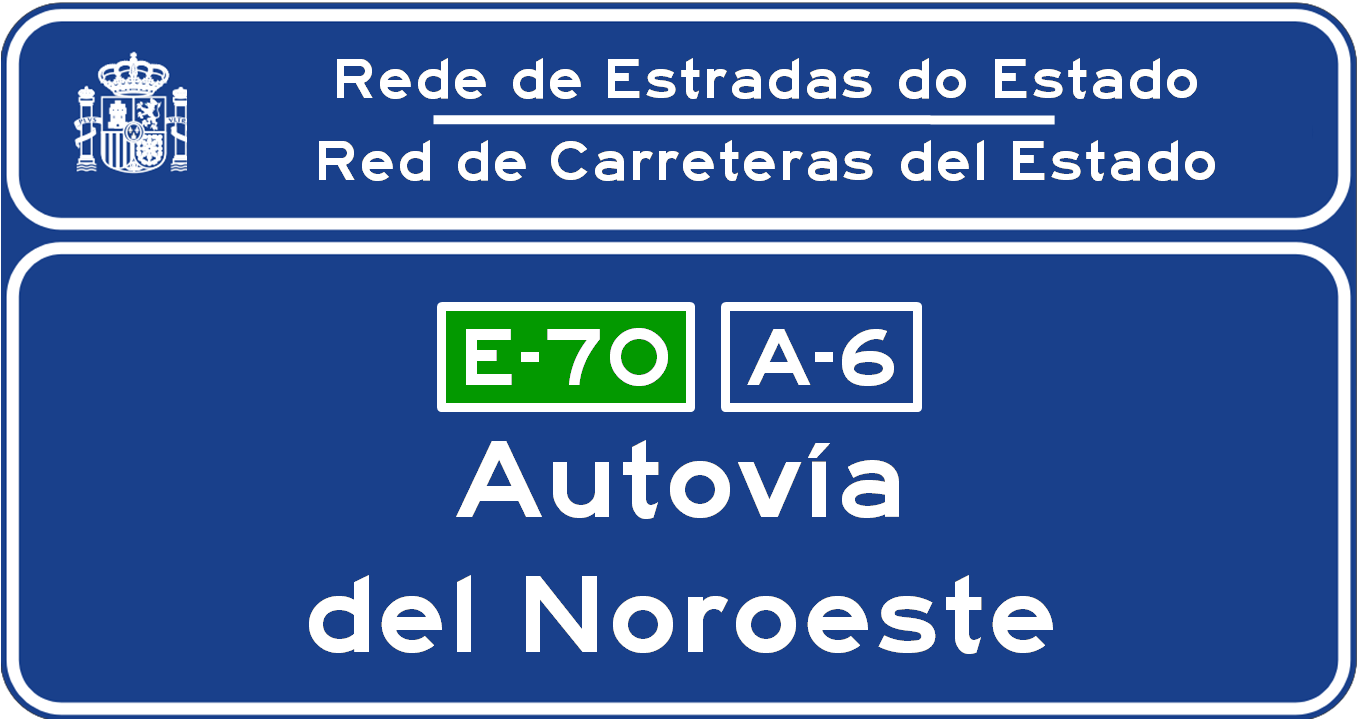
Señal de confirmación de la Autovía del Noroeste y Ruta Europea E-70 en Galicia.

La autovía del Noroeste o A-6 es una de las seis autovías radiales de España. Comunica la Comunidad de Madrid y el centro de España con Galicia, en concreto con La Coruña. Se trata de una de las vías más importantes del país, ya que, además de atravesar Castilla y León, hace un recorrido muy útil si se pretende ir tanto a Asturias como al norte de Portugal. En el tramo Collado Villalba-Adanero se convierte en la Autopista del Noroeste (AP-6), cuya alternativa gratuita es la Carretera de La Coruña (N-6).

## Historia

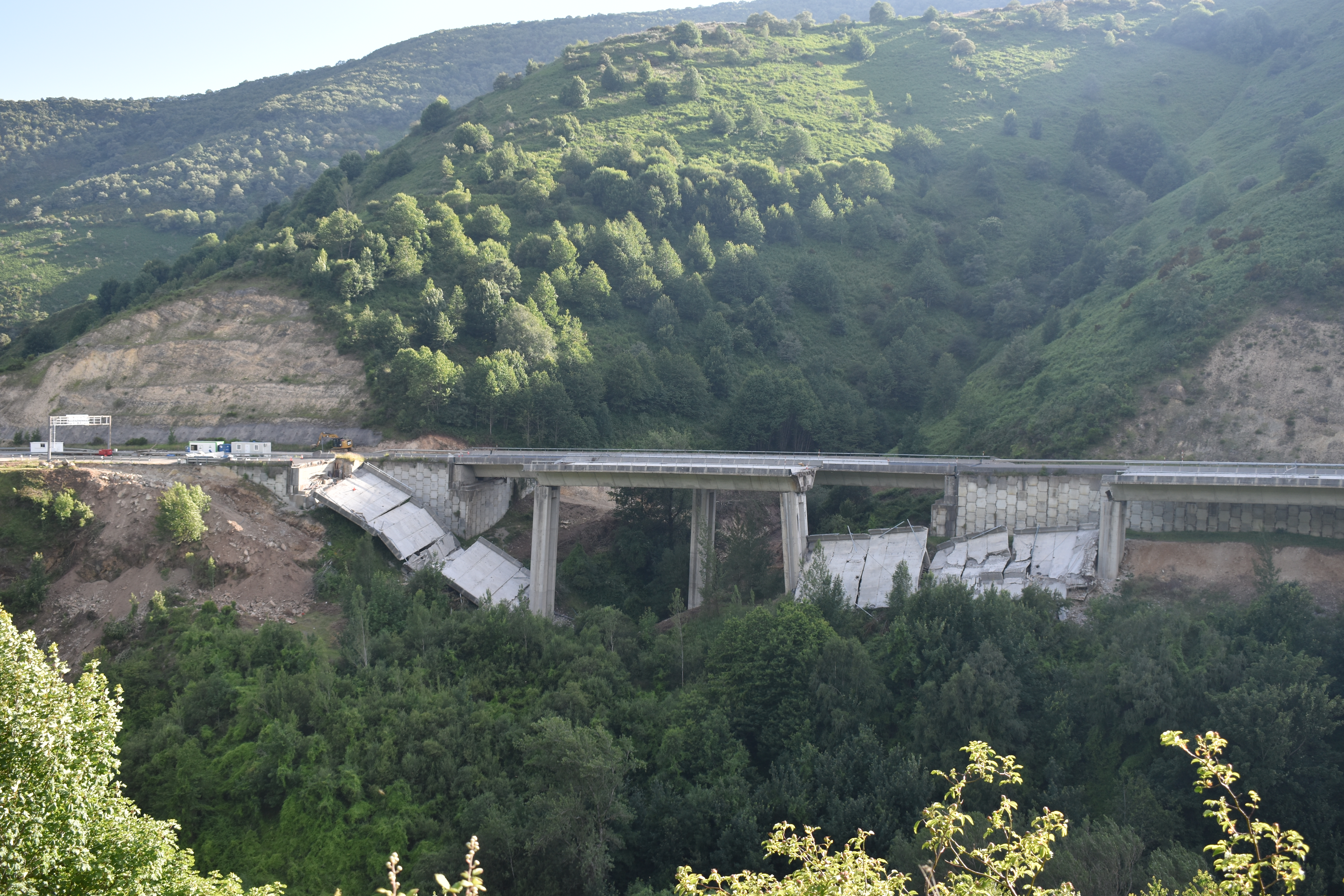
Viaducto del Castro, tras su colapso en 2022.

Como autovía radial, su finalización fue la más tardía de las seis, debido, principalmente, a las dificultades orográficas que presenta la comarca leonesa del Bierzo y la entrada en Galicia. Los poderes políticos del momento obviaron estas evidentes dificultades y predijeron la finalización de la autovía seis años antes de la finalización real. Incluso cuando los violentos desprendimientos de piedras de la zona ubicada entre Villafranca del Bierzo y Becerreá (entre los kilómetros 400 y 440) obligaban a replantearse el proyecto seriamente, el Ministerio de Transportes, Movilidad y Agenda Urbana continuaba manteniendo su trazado. Cabe destacar que es la única autovía radial que en todo su recorrido no forma parte de ningún itinerario europeo, solamente una parte por E-70.
En la actualidad, esta autovía supone un extraordinario adelanto para entrar o salir de Galicia. Entre los kilómetros 44 (Collado Villalba, Madrid) y 111 (Adanero, Ávila) la autovía se convierte en la autopista AP-6, de peaje.
Muchas de sus áreas de servicio están ubicadas en las cercanías de la propia autovía. Algunas son propias, como La Hacienda en las inmediaciones de La Torre del Valle. Las áreas de descanso adaptadas para transportistas son menos frecuentes, ubicándose algunas fuera de los terrenos de la propia autovía.
La A-6 ha supuesto una mejora notable en los tiempos de viaje, con respecto a la anterior N-6 Carretera de La Coruña. Aunque en zonas llanas ha consistido en una duplicación de calzada, integrando la anterior carretera nacional como la calzada de sentido La Coruña, existen muchos puntos, como el puerto de Manzanal y el de Pedrafita do Cebreiro que, debido a lo sinuoso del trazado, ha sido necesario construir la autovía desde cero, teniendo que mover grandes cantidades de terreno y hacer grandes obras para poder finalizar la nueva autovía del Noroeste, algo que no se consiguió hasta el año 2001 en la zona de Los Ancares.
Cuenta con tres carriles por sentido entre su nacimiento en Moncloa y Las Rozas (km 23). También en este tramo dispone de una calzada con dos carriles Bus-VAO, para autobuses y vehículos con dos o más pasajeros. Desde mediados de 2006 dispone de cuatro carriles por sentido entre Las Rozas (km 23, enlace con la M-50) y Guadarrama (km 47).
El 29 de marzo de 2007 se abrió al tráfico la última fase de la ampliación entre Guadarrama (km 47) y San Rafael (km 60). Consiste en una nueva calzada de tres carriles por sentido entre San Rafael (km 60) y Guadarrama (km 47), que incluye un nuevo túnel bajo el puerto de Guadarrama. El túnel que antes era sentido La Coruña-Madrid ha pasado a ser un túnel reversible según las necesidades del tráfico, mientras que el túnel Madrid-La Coruña sigue en ese sentido.
En sentido La Coruña hay tres carriles desde Guadarrama (km 46) hasta la última salida gratuita que enlaza al puerto de Guadarrama (km 52) y luego pasa a tener dos carriles por sentido hasta San Rafael (km 60). Adicionalmente, con esta ampliación ha pasado a tener iluminación desde Madrid (kilómetro 0) hasta algo más allá de la playa de peaje de San Rafael (km 62).
Posteriormente, el 15 de junio de 2013 se puso en servicio el tercer carril por sentido entre San Rafael (km 60) y Villacastín (km 80).
El Ministerio de Transportes, Movilidad y Agenda Urbana prevé para un futuro la ampliación de la calzada a 3 carriles por cada sentido entre Benavente Sur (en el enlace con la A-66) y Villacastín, con tramos desde Villacastín hasta Adanero, luego Adanero a Tordesillas y finalmente desde Tordesillas a Benavente Sur. Asimismo, en la circunvalación de Benavente se ampliará la carretera de 3 a 4 carriles en cada sentido desde la A-66, unión con Zamora, hasta la gran bifurcación de A-66, sentido León, y A-52, hacia Orense.
En el kilómetro 568 de la autovía (sentido La Coruña), a la altura del término municipal de Betanzos, existe un enlace con la autopista de peaje AP-9 para poder llegar tanto a La Coruña como a su área metropolitana sin tener que ir hasta el final de la A-6, en Arteijo. Este enlace, mucho más utilizado que el tramo de autovía que va de los kilómetros 567 hasta el final, permite ahorrar más de 20 minutos para llegar al casco urbano de La Coruña sin tener que pasar por Arteijo. Es un tramo de 16 kilómetros con peaje. Actualmente hay otra opción de entrada gratuita a La Coruña por la AC-14 que hace que la diferencia entre ir hasta el final de la A-6 e ir por la AP-9 sea tan solo 3 minutos más rápido por la AP-9.
El 7 de junio de 2022, colapsó inesperadamente uno de los vanos del viaducto de Castro, en el término municipal de Vega de Valcarce, León. Dicho viaducto estaba cerrado al tráfico, pues en 2021 se iniciaron en el mismo obras de rehabilitación tras una inspección, por lo que no hubo que lamentar ninguna víctima. La Dirección General de Carreteras inició ese mismo día una investigación para esclarecer lo sucedido y definir actuaciones a desarrollar, manteniendo el tráfico de ese tramo de la autovía desviado por la N-6 hasta poder garantizar la seguridad de la circulación. El 30 de diciembre de 2023, se reabre el viaducto de Castro solo sentido Madrid con 1 carril habilitado y seguirá circulado de forma temporal por la carretera nacional N-6 como desvío solo sentido La Coruña. Finalmente, el 30 de diciembre de 2024, un año después de la reapertura en el sentido Madrid, reabre completamente el viaducto, en el sentido La Coruña.

## Condena del TJUE
En 2010 el Tribunal de Justicia de la Unión Europea condenó el concurso público que realizó el Ministerio de Fomento (bajo la entonces dirección del popular Rafael Arias Salgado) para las obras de los años 2000 en la AP-6 y declaró por tanto ilegales la concesión y licitación de las obras y la consiguiente prórroga de la concesión del peaje, que terminaba en 2018. Unas obras que, sin embargo, se realizaron mientras el Tribunal estudiaba el caso y, posteriormente, una vez concluidas estas, dictaba sentencia.
Todo ello afecta de lleno a la localidad de San Rafael, cuya población lleva protestando y demandando desde hace décadas una solución a la grandísima cantidad de vehículos que abarrotan y bloquean la travesía de la N-6 a su paso por la localidad, debido a que es la alternativa gratuita al peaje de la AP-6. En este sentido, la localidad demanda al Ministerio de Fomento el fin del peaje de la AP-6, que expiraba en 2018 y cuya prórroga fue condenada por el TJUE, o la construcción de una variante como ya se hizo con la población de Guadarrama en 2005.

## Tramos

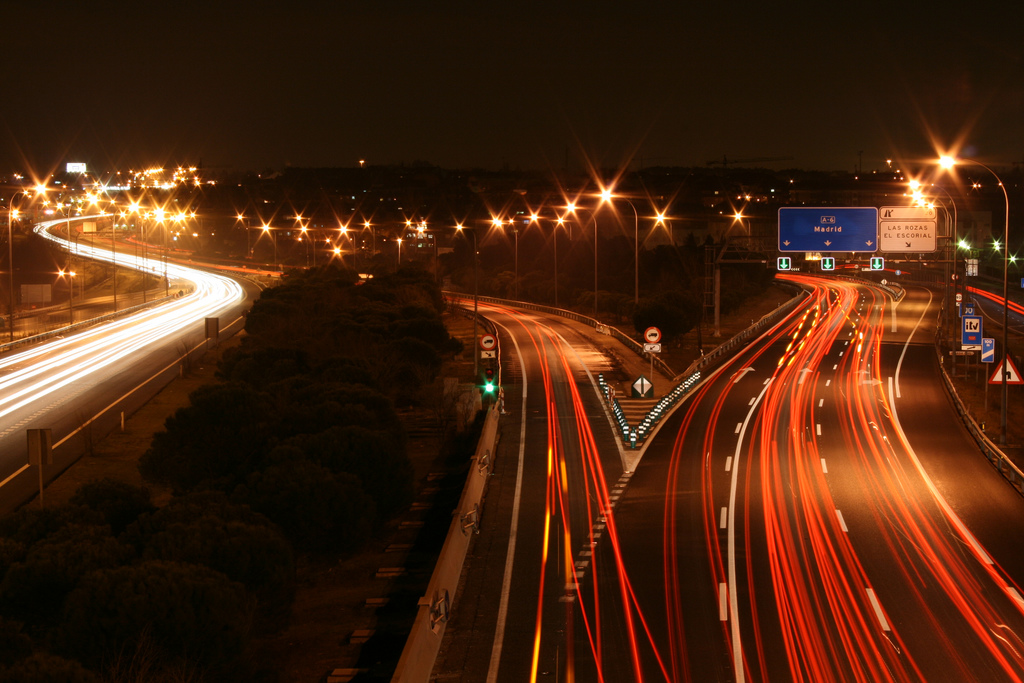
A-6 cerca de Las Rozas de Madrid. Se puede ver la antigua entrada al carril Bus-VAO antes de su traslado al carril derecho

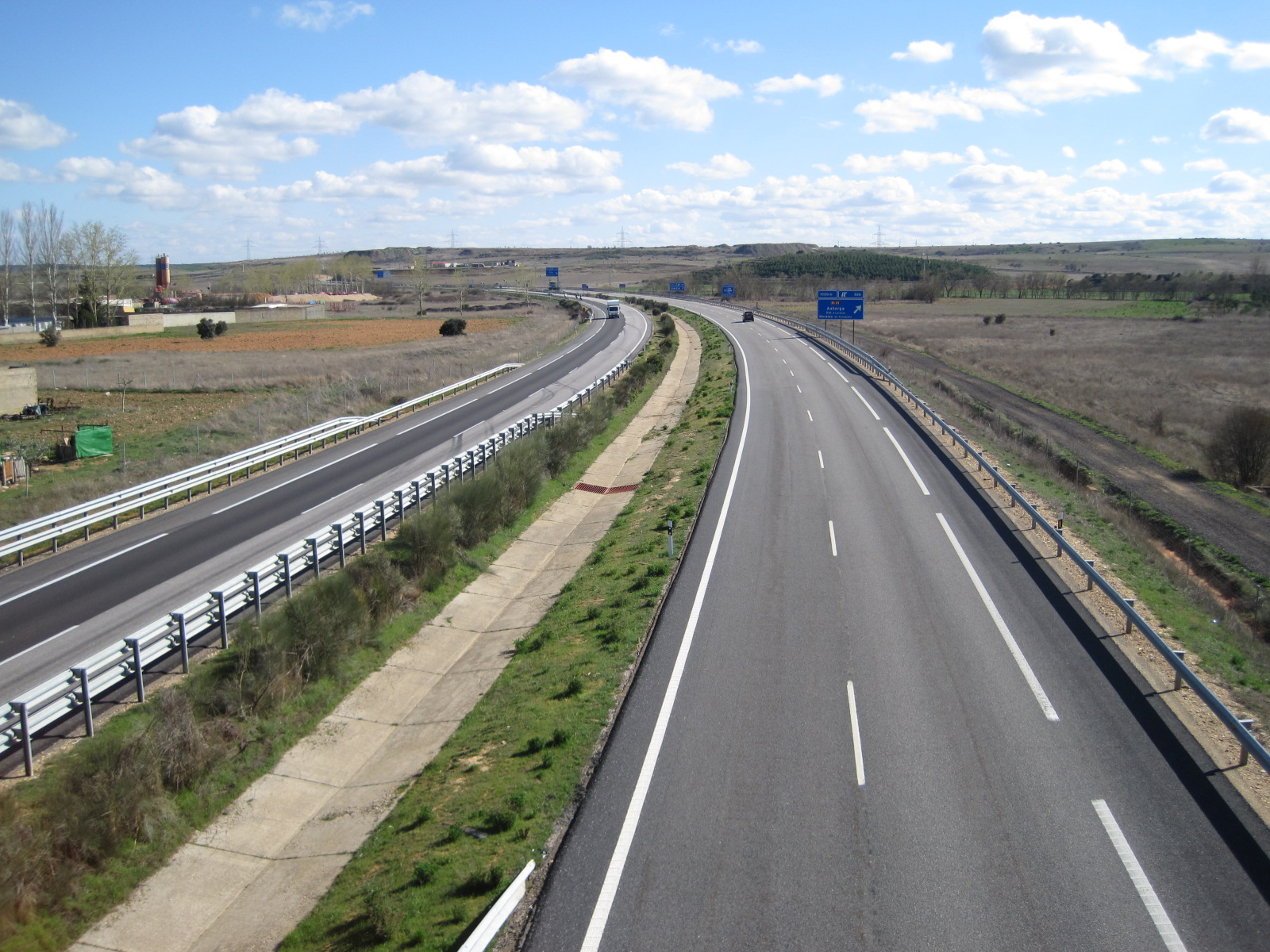
La autovía en Astorga, León.

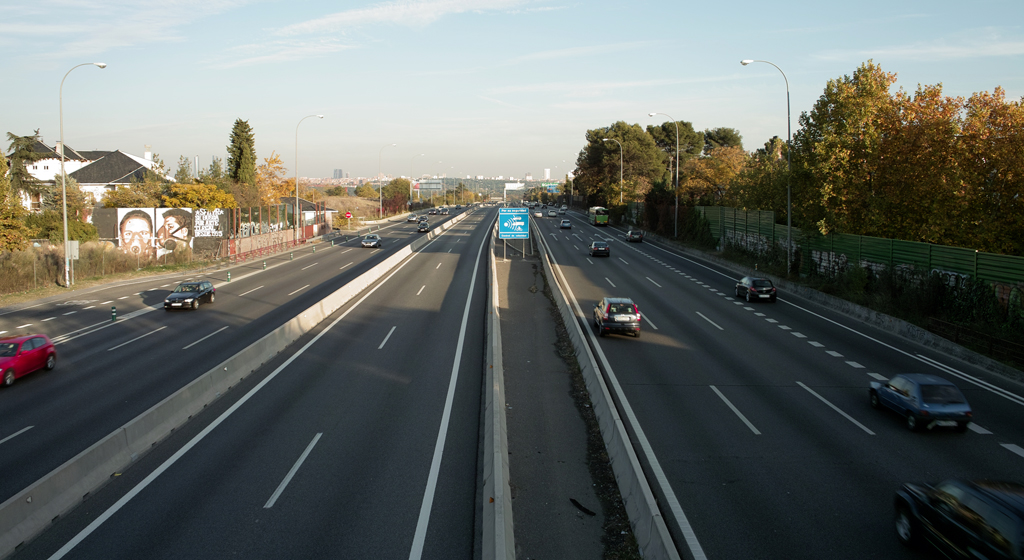
A-6 en el kilómetro 9, poco después de salir de Madrid, cuya silueta se aprecia al fondo.

| Denominación  | ID antes 2003 | Tramo | Kilómetros                     | Año servicio |
| ------------- | ------------- | --- | ------------------------------ | --- |
| A-6           | N-VI          | Madrid Plaza de Moncloa - Puerta de Hierro M-30 Tramo original: Avenida de Puerta de Hierro Tramo: Puente Puerta de Hierro Autovía original: Avenida de Puerta de Hierro Tramo: Nudo Puerta de Hierro Tramo Bus-VAO: Puerta de Hierro - Cardenal Cisneros Tramo Bus-VAO: Cardenal Cisneros - Plaza Moncloa Remodelación Nudo Puerta de Hierro Tramo: Puerta de Hierro - Palacio de Moncloa Remodelación Bus-VAO: Puerta de Hierro - Plaza Moncloa | 2,9 - 2,9 - 2,9 0,9 - 1,7 3,8  | 2 carriles por sentido: 1932 1934 3 carriles por sentido: 1968 1972 1 carril central: 1994 1 carril central: 1995 2000 4 carriles por sentido (sentido Madrid): 2003 2005                              |
| A-6           | N-VI          | Puerta de Hierro M-30 - Las Rozas de Madrid Tramo: Puerta de Hierro (Madrid) - Las Rozas Tramo: Puerta de Hierro - Las Rozas Tramo Bus-VAO: Puerta de Hierro - Aravaca Tramo Bus-VAO: Aravaca - Majadahonda Tramo Bus-VAO: Majadahonda - Las Rozas Remodelación tramo: Puerta de Hierro - Las Rozas | 10,8 2,3 5,4 5,1 10,8          | 2 carriles por sentido: 1953 3 carriles por sentido: 1966 2 carriles centrales: 1994 1994 |
| A-6           | A-6           | Las Rozas de Madrid - Collado-Villalba Tramo: Las Rozas - Collado-Villalba Tramo: Las Rozas - Collado-Villalba Tramo: Las Rozas - Torrelodones Tramo: Torrelodones - Collado-Villalba | 20 10 8                        | 2 carriles por sentido: 1967 3 carriles por sentido: 1994 4 carriles por sentido: 2005 |
| AP-6          | A-6           | Autopista de peaje Villalba-Adanero Primer Túnel de Guadarrama Tramo: Collado-Villalba - Alto del Caloco Segundo Túnel de Guadarrama Tramo: Alto del Caloco - Villacastín Tramo: Villacastín - Adanero Tramo: Collado-Villalba - Guadarrama Tramo: Guadarrama - Tercer Túnel de Guadarrama - San Rafael Tramo: San Rafael - Villacastín | 2,87 29 3,3 12 30 7 12,95 21,6 | 1963 (primera carretera de peaje) 2 carriles por sentido (provisional): 1972 1972 (apertura completa) 2 carriles por sentido: 1973 1976 4 carriles por sentido: 2006 2007 3 carriles por sentido: 2013 |
| A-6           | N-VI          | Adanero - Arévalo | 14                             | 1990 |
| A-6           | N-VI          | Arévalo - Ataquines | 14                             | 1990 |
| A-6           | N-VI          | Ataquines - Medina del Campo Este | 14                             | 1990 |
| A-6           | N-VI          | Variante de Medina del Campo Tramo: Medina del Campo Este - Medina del Campo Oeste | 7                              | 1991 |
| A-6           | N-VI          | Medina del Campo Oeste - Tordesillas Sureste | 17                             | 1990 |
| A-6 E-80 A-62 | N-VI N-620    | Variante de Tordesillas Tramo: Tordesillas Sureste - Tordesillas Nordeste A-62 Tramo: Tordesillas Nordeste A-62 - Tordesillas Noroeste | 3 4                            | 1990 1989 |
| A-6           | N-VI          | Tordesillas Noroeste - Villardefrades | 33                             | 1991 |
| A-6           | N-VI          | Villardefrades - Villalpando | 17                             | 1991 |
| A-6           | N-VI          | Villalpando - Paradores de Castrogonzalo | 22                             | 1992 |
| A-6           | N-VI          | Paradores de Castrogonzalo - Benavente | 6                              | 1993 |
| A-6           | A-6           | Benavente - La Bañeza | 38,9                           | 1998 |
| A-6           | A-6           | La Bañeza - Astorga | 31,4                           | 1998 |
| A-6           | A-6           | Astorga - Manzanal del Puerto | 18,2                           | 1998 |
| A-6           | A-6           | Manzanal del Puerto - San Román de Bembibre Tramo provisional Tramo completo | 17 17                          | 1998 1999 |
| A-6           | A-6           | San Román de Bembibre - Villafranca del Bierzo Tramo provisional Tramo completo | 27 27                          | 1998 1999 |
| A-6           | A-6           | Villafranca del Bierzo - Ambasmestas Subtramo: Villafranca del Bierzo - Pereje Subtramo: Pereje - Ambasmestas | 8 8,5                          | 2001 2002 |
| A-6           | A-6           | Ambasmestas - Castro-Lamas Tramo provisional Tramo completo | 8,5 8,5                        | 2000 2001 |
| A-6           | A-6           | Castro-Lamas - Noceda Subtramo: Castro-Lamas - Piedrafita del Cebrero Oeste Subtramo: Piedrafita del Cebrero Oeste - Noceda | 3,4 4,6                        | 2001 |
| A-6           | A-6           | Noceda - Agüeira | 12,9                           | 2001 |
| A-6           | A-6           | Agüeira - Cerezal Subtramo: Agüeira - Becerreá Subtramo: Becerreá - Cerezal | 2,5 4                          | 2001 |
| A-6           | A-6           | Cerezal - Villartelín | 10                             | 1998 |
| A-6           | A-6           | Villartelín - Nadela | 20,7                           | 1997 |
| A-6           | A-6           | Nadela - Otero de Rey Subtramo: Nadela - Ceao Subtramo provisional: Ceao - Otero de Rey Subtramo completo: Ceao - Otero de Rey | 14 4 4                         | 1996 1 carril por sentido: 1996 2 carriles por sentido: 1997 |
| A-6           | A-6           | Otero de Rey - Baamonde | 15,7                           | 1997 |
| E-70 A-6      | E-70 A-6      | Baamonde - Montesalgueiro | 25,9                           | 1996 |
| E-70 A-6      | E-70 A-6      | Montesalgueiro - Enlace AP-9 Subtramo: Montesalgueiro - Coirós Subtramo: Coirós - Enlace AP-9 | 11 8,8                         | 1995 1996 |
| A-6           | A-6           | Enlace AP-9 - Arteijo AG-55 | 22,4                           | 1996 |

## Salidas

### Tramo Madrid - Collado Villalba
| Elemento | Nombre de Salida (sentido La Coruña)/Ver de arriba-abajo                                  | Número de Salida | Nombre de Salida (sentido Madrid)/Ver de abajo-arriba | Carretera que enlaza     |
| -------- | ----------------------------------------------------------------------------------------- | ---------------- | --- | ------------------------ |
|          | Inicio de la A-6                                                                          |                  | Fin de la A-6 Continúa por: Madrid (centro) plaza Moncloa avenida de la Memoria avenida de los Reyes Católicos                                           |                          |
|          | Ciudad Universitaria avenida Reina Victoria glorieta Cuatro Caminos                       | 5                | vía de servicio Facultad de Veterinaria hospital Clínico San Carlos E.U. Estadística Ciudad Universitaria avenida Reina Victoria glorieta Cuatro Caminos |                          |
|          | E-5 A-1 El Pardo calle Sinesio Delgado                                                    | 6                | A-1 A-2 calle Sinesio Delgado A-5 Badajoz A-42 A-4 A-3                                                                                                   | M-30                     |
|          | Bus-VAO (tronco central) Playa de Madrid Parque Deportivo Puerta de Hierro                |                  | Fin del carril VAO (excepto para buses y motos) |                          |
|          | vía de servicio Hipódromo                                                                 | 8                | Hipódromo |                          |
|          | vía de servicio                                                                           | 8B               | |                          |
|          | Ctra.Castilla                                                                             | 9                | Ctra.Castilla vía de servicio | M-500 M-30               |
|          | Barrio de Valdemarín                                                                      | 10A              | |                          |
|          | Aravaca - Pozuelo de Alarcón vía de servicio                                              | 10B              | Aravaca |                          |
|          | E-90 A-5 R-5 A-42 A-4 R-4 A-3 centro comercial                                            | 11-A             | | M-40                     |
|          | M-607 A-1 R-2 - IFEMA - A-2 R-3                                                           | 11B              | | M-40                     |
|          |                                                                                           | 11               | vía de servicio M-607 A-1 R-2 IFEMA - A-2 R-3 E-90 A-5 R-5 A-42 A-4 R-4 A-3 centro comercial                                                             | M-40 (todas direcciones) |
|          | La Florida                                                                                | 12               | |                          |
|          | El Plantío - Majadahonda centro comercial                                                 | 13               | |                          |
|          | Casa Quemada                                                                              | 15               | El Plantío - Majadahonda |                          |
|          | Camino Viejo de Madrid                                                                    | 17               | |                          |
|          | Las Rozas de Madrid - El Escorial                                                         | 18               | |                          |
|          | Las Rozas de Madrid vía de servicio centro comercial Centro de Conservación y Explotación | 19               | Las Rozas de Madrid |                          |
|          | Fin del carril Bus-VAO                                                                    |                  | Bus-VAO (tronco lateral) |                          |
|          |                                                                                           | 23               | A-5 A-42 A-4 A-3 Majadahonda M-505 Las Rozas de Madrid                                                                                                   | M-50                     |
|          | estación ff.cc. Las Matas vía de servicio                                                 | 24               | El Pinar p. empresarial centro de ocio zona comercial vía de servicio                                                                                    |                          |
|          | Las Matas - Los Peñascales vía de servicio                                                | 26               | Las Matas estación ff.cc. Los Peñascales vía de servicio                                                                                                 |                          |
|          | vía de servicio centro comercial Torrelodones Hoyo de Manzanares                          | 27-29            | vía de servicio centro comercial Torrelodones Hoyo de Manzanares                                                                                         | M-618                    |
|          | La Berzosa estación de Torrelodones vía de servicio                                       | 33               | La Berzosa estación de Torrelodones vía de servicio |                          |
|          | Galapagar - La Navata vía de servicio                                                     | 36               | Galapagar - La Navata Parquelagos vía de servicio |                          |
|          |                                                                                           | 38               | Collado-Villalba vía de servicio |                          |
|          | Collado-Villalba estación ff.cc. centro comercial pto. Navacerrada                        | 39               | | M-601                    |
|          | Continúa por Autopista del Noroeste                                                       |                  | Autopista del Noroeste | AP-6                     |

### TramoAP-6(Collado Villalba - Adanero)
| Elemento | Nombre de Salida (Sentido La Coruña)/Ver de arriba-abajo | Número de Salida | Nombre de Salida (Sentido Madrid)/Ver de abajo-arriba         | Carretera que enlaza |
| -------- | -------------------------------------------------------- | ---------------- | ------------------------------------------------------------- | -------------------- |
|          | Autopista del Noroeste                                   |                  | Autovía del Noroeste                                          | A-6                  |
|          | Área de Servicio de Villalba N-6 Guadarrama              | 42-43            | Área de Servicio de Villalba Collado Villalba M-510 Galapagar |                      |
|          | El Escorial - Guadarrama                                 | 47               | El Escorial - Guadarrama                                      | M-600                |
|          | Área de Descanso                                         | km. 49           |                                                               |                      |
|          | puerto La Coruña                                         | 52               |                                                               | N-6                  |
|          |                                                          | km. 55           | COMUNIDAD DE MADRID                                           |                      |
|          | Puerto de Guadarrama 1511m                               |                  | Puerto de Guadarrama 1511m                                    |                      |
|          | Túnel de Guadarrama 3345m                                |                  | Túnel de Guadarrama 3148m                                     |                      |
|          | CASTILLA Y LEÓN Provincia de Segovia                     | km. 58           |                                                               |                      |
|          | Área de Descanso                                         | km. 58           |                                                               |                      |
|          |                                                          |                  | Peaje de Villalba-San Rafael                                  |                      |
|          | San Rafael El Espinar - Segovia                          | 60               | San Rafael El Espinar - Segovia                               | N-603                |
|          | Segovia - Valladolid                                     | 61               |                                                               | AP-61                |
|          | Área de Descanso                                         | km. 70           |                                                               |                      |
|          | Área de Descanso                                         | km. 73           | Área de Descanso                                              |                      |
|          | Área de Servicio de Villacastín                          | 80               | Área de Servicio de Villacastín                               |                      |
|          | Villacastín - Ávila - Segovia Ávila - Salamanca          | 81               | Villacastín - Ávila - Segovia                                 | N-110 AP-51          |
|          | Provincia de Ávila                                       | km. 88           | Provincia de Segovia                                          |                      |
|          | Área de Descanso                                         | km. 91           | Área de Descanso                                              |                      |
|          | Provincia de Segovia                                     | km. 92           | Provincia de Ávila                                            |                      |
|          | Provincia de Ávila                                       | km. 96           | Provincia de Segovia                                          |                      |
|          | Peaje de Adanero-Sanchidrián                             |                  |                                                               |                      |
|          | Sanchidrián Salamanca - Jemenuño                         | 102              |                                                               | N-501                |
|          | Olmedo - Valladolid                                      | 108              |                                                               | N-601                |
|          | Autovía del Noroeste                                     |                  | Autopista del Noroeste                                        | A-6                  |

### Tramo Adanero - Tordesillas - Benavente - Ponferrada - Lugo - Arteijo
| Elemento | Nombre de Salida (sentido La Coruña)/Ver de arriba-abajo                                                    | Número de Salida | Nombre de Salida (sentido Madrid)/Ver de abajo-arriba                     | Carretera que enlaza         |
| -------- | --- | ---------------- | ------------------------------------------------------------------------- | ---------------------------- |
|          | Autopista del Noroeste                                                                                      |                  | Continúa en dirección Madrid por Autopista del Noroeste                   | AP-6                         |
|          | | 110              | Adanero - Madrid                                                          | N-6                          |
|          | vía de servicio                                                                                             |                  | vía de servicio                                                           |                              |
|          | Ávila - Olmedo                                                                                              | 112              | Ávila - Olmedo                                                            | N-403                        |
|          | Gutierre-Muñoz Martín Muñoz de las Posadas                                                                  | 114              | Gutierre-Muñoz Martín Muñoz de las Posadas                                | AV-P-128                     |
|          | Orbita | 117              | vía de servicio Orbita                                                    |                              |
|          | vía de servicio Espinosa de los Caballeros                                                                  | 119              | Espinosa de los Caballeros                                                | AV-P-128                     |
|          | vía de servicio aparcamiento pesados                                                                        |                  |                                                                           |                              |
|          | vía de servicio Arévalo - Segovia San Cristóbal de la Vega                                                  | 124              | vía de servicio Arévalo - Segovia San Cristóbal de la Vega                | CL-605 SG-411                |
|          | Provincia de Segovia                                                                                        | km. 124          | Provincia de Ávila                                                        |                              |
|          | | 126              | Martín Muñoz de la Dehesa                                                 |                              |
|          | Provincia de Ávila                                                                                          | km. 126          | Provincia de Segovia                                                      |                              |
|          | Arévalo | 129              | zona de servicios Arévalo                                                 |                              |
|          | área de descanso                                                                                            |                  | área de descanso                                                          |                              |
|          | Palacios de Goda                                                                                            | 134              | Palacios de Goda                                                          |                              |
|          | |                  | vía de servicio                                                           |                              |
|          | Provincia de Valladolid                                                                                     | km. 137          | Provincia de Ávila                                                        |                              |
|          | San Pablo de la Moraleja                                                                                    | 138              | San Pablo de la Moraleja                                                  |                              |
|          | vía de servicio Ataquines - Olmedo - Muriel                                                                 | 141              | vía de servicio Ataquines - Olmedo - Muriel                               |                              |
|          | vía de servicio San Vicente del Palacio                                                                     | 147              | San Vicente del Palacio                                                   |                              |
|          | Gomeznarro - Ramiro                                                                                         | 149              | Gomeznarro - Ramiro                                                       | VP-9905                      |
|          | vía de servicio                                                                                             |                  |                                                                           |                              |
|          | Medina del Campo                                                                                            | 156              | Medina del Campo                                                          |                              |
|          | Medina del Campo - Olmedo                                                                                   | 157              | Medina del Campo - Olmedo                                                 | CL-602                       |
|          | Medina del Campo - La Seca                                                                                  | 160              | Medina del Campo - La Seca                                                | CL-610                       |
|          | Medina del Campo                                                                                            | 161              | Medina del Campo                                                          |                              |
|          | vía de servicio camino de servicio                                                                          | 165              | vía de servicio camino de servicio                                        |                              |
|          | zona de servicios Rueda (sur) - Nava del Rey                                                                | 170              | Rueda (sur)                                                               |                              |
|          | Rueda (norte)                                                                                               | 172              | zona de servicios Rueda (norte) - Nava del Rey                            |                              |
|          | vía de servicio Foncastín - La Seca                                                                         | 175              | vía de servicio Foncastín - La Seca                                       |                              |
|          | Tordesillas (sur) Centro de Conservación y Explotación                                                      | 179              | Tordesillas (sur) Centro de Conservación y Explotación                    |                              |
|          | Valladolid - Burgos                                                                                         | 181              |                                                                           | E-80 A-62                    |
|          | | 182              | Valladolid - Burgos                                                       | E-80 A-62                    |
|          | Zamora Salamanca - Portugal                                                                                 | 183              |                                                                           | E-80 A-62 E-82 A-11          |
|          | | 184              | Tordesillas Salamanca Zamora                                              | E-80 A-62 E-82 A-11          |
|          | Tordesillas                                                                                                 | 184B             |                                                                           |                              |
|          | vía de servicio Villavieja del Cerro                                                                        | 186              | Villavieja del Cerro                                                      |                              |
|          | Bercero Villalar de los Comuneros                                                                           | 189              | Bercero Villalar de los Comuneros                                         | VP-5602 VP-6601              |
|          | |                  | vía de servicio                                                           |                              |
|          | Vega de Valdetronco                                                                                         | 195              |                                                                           |                              |
|          | zona de servicios Vega de Valdetronco - Marzales                                                            | 196              | zona de servicios Vega de Valdetronco - Marzales                          |                              |
|          | Futura área de Servicio de Mota del Marqués (sometida a información pública, pendiente licitación de obras) |                  |                                                                           |                              |
|          | |                  | área de descanso                                                          |                              |
|          | vía de servicio Mota del Marqués                                                                            | 201              |                                                                           |                              |
|          | zona de servicios Mota del Marqués - Villalbarba                                                            | 203              | zona de servicios Mota del Marqués - Villalbarba                          |                              |
|          | Tiedra San Cebrián de Mazote                                                                                | 209              | Tiedra San Cebrián de Mazote                                              | VP-6605 VP-5605              |
|          | vía de servicio Urueña                                                                                      | 211              | vía de servicio Urueña                                                    |                              |
|          | área de descanso                                                                                            |                  | área de descanso                                                          |                              |
|          | vía de servicio Villardefrades                                                                              | 215              |                                                                           |                              |
|          | Medina de Rioseco - Toro                                                                                    | 216              | Medina de Rioseco - Toro                                                  |                              |
|          | | 217              | vía de servicio Villardefrades                                            |                              |
|          | |                  | área de descanso                                                          |                              |
|          | Villanueva de los Caballeros San Pedro de Latarce                                                           | 221              | Villanueva de los Caballeros San Pedro de Latarce                         | VP-5607 VA-714               |
|          | vía de servicio                                                                                             |                  | vía de servicio                                                           |                              |
|          | Provincia de Zamora                                                                                         | km. 225          | Provincia de Valladolid                                                   |                              |
|          | Cotanes del Monte                                                                                           | 226              | Cotanes del Monte                                                         | VP-5007                      |
|          | área de descanso                                                                                            |                  |                                                                           |                              |
|          | vía de servicio                                                                                             |                  | vía de servicio                                                           |                              |
|          | vía de servicio Villalpando - Villafáfila                                                                   | 234              |                                                                           | ZA-715                       |
|          | vía de servicio Zamora - Palencia                                                                           | 236              | Zamora - Palencia                                                         | CL-612                       |
|          | | 239              | vía de servicio Villalpando - Villafáfila                                 | ZA-715                       |
|          | Cerecinos de Campos                                                                                         | 243              |                                                                           |                              |
|          | | 245              | Cerecinos de Campos                                                       |                              |
|          | vía de servicio                                                                                             |                  |                                                                           |                              |
|          | vía de servicio Villalobos - San Esteban del Molar                                                          | 251              | vía de servicio Villalobos - San Esteban del Molar                        |                              |
|          | Paradores de Castrogonzalo - Palencia Zamora                                                                | 255              | Zamora                                                                    | N-610 A-66                   |
|          | | 257              | Paradores de Castrogonzalo - Palencia Zamora                              | N-610 N-630                  |
|          | vía de servicio Benavente (sur) Santa Cristina de la Polvorosa                                              | 259              | Benavente (sur) Santa Cristina de la Polvorosa                            | N-525                        |
|          | Benavente centro logístico CyLoG                                                                            | 261-262          | vía de servicio Benavente centro logístico CyLoG León                     | N-630                        |
|          | vía de servicio San Cristóbal de Entreviñas                                                                 | 264              | Benavente                                                                 | N-630                        |
|          | vía de servicio Benavente - Villabrázaro                                                                    | 266              | vía de servicio Benavente - Villabrázaro                                  | N-6                          |
|          | León - Oviedo - Gijón Orense - Vigo                                                                         | 267 268-269      | León - Oviedo Orense - Vigo                                               | A-66 A-52                    |
|          | Área de Servicio de La Torre del Valle                                                                      |                  | Área de Servicio de La Torre del Valle                                    |                              |
|          | vía de servicio Pobladura del Valle Alija del Infantado                                                     | 277              | vía de servicio Pobladura del Valle                                       | N-6 LE-114                   |
|          | Provincia de León                                                                                           | km. 277          | Provincia de Zamora                                                       |                              |
|          | Alija del Infantado                                                                                         | 280              |                                                                           | LE-114                       |
|          | vía de servicio Valcabado del Páramo                                                                        | 292              | vía de servicio Valcabado del Páramo                                      | N-6                          |
|          | vía de servicio La Bañeza                                                                                   | 298              | vía de servicio La Bañeza                                                 | N-6                          |
|          | vía de servicio La Bañeza - Puebla de Sanabria                                                              | 303              | vía de servicio La Bañeza - Puebla de Sanabria                            | LE-125                       |
|          | vía de servicio La Bañeza - Palacios de la Valduerna                                                        | 306              | vía de servicio La Bañeza - Palacios de la Valduerna                      | N-6                          |
|          | vía de servicio Riego de la Vega - Toralino de la Vega                                                      | 314              | vía de servicio Riego de la Vega - Toralino de la Vega                    | N-6                          |
|          | Valderrey                                                                                                   | 318              | vía de servicio Valderrey                                                 | N-6                          |
|          | vía de servicio Astorga León                                                                                | 324              | vía de servicio Astorga León                                              | N-6 N-120 AP-71              |
|          | vía de servicio Astorga - Val de San Lorenzo - Morales del Arcediano                                        | 326              | vía de servicio Astorga - Val de San Lorenzo - Morales del Arcediano      | N-6                          |
|          | vía de servicio Astorga                                                                                     | 329              | vía de servicio Astorga                                                   | N-6                          |
|          | vía de servicio Brazuelo - Pradorrey                                                                        | 333-334          | vía de servicio Brazuelo - Pradorrey                                      |                              |
|          | Combarros                                                                                                   | 339              | vía de servicio Combarros                                                 |                              |
|          | vía de servicio Manzanal del Puerto Centro de Conservación y Explotación                                    | 348              | vía de servicio Manzanal del Puerto Centro de Conservación y Explotación  |                              |
|          | vía de servicio Torre del Bierzo - Brañuelas                                                                | 351              | vía de servicio Torre del Bierzo - Brañuelas                              |                              |
|          | Folgoso de la Ribera                                                                                        | 361              | Folgoso de la Ribera                                                      |                              |
|          | Bembibre - Torre del Bierzo                                                                                 | 364-366          | Bembibre - Torre del Bierzo                                               |                              |
|          | vía de servicio Bembibre - Toreno                                                                           | 371-372          | vía de servicio Bembibre - Toreno                                         |                              |
|          | San Miguel de las Dueñas - Almázcara - Congosto                                                             | 376-378          | vía de servicio San Miguel de las Dueñas - Almázcara - Congosto           | N-6                          |
|          | Ponferrada (este) hospital universitario del Bierzo                                                         | 383              | Ponferrada (este)                                                         | N-6                          |
|          | Ponferrada (norte) Villablino Fabero                                                                        | 388              | Ponferrada (norte) Villablino Fabero                                      | N-6 CL-631 LE-711            |
|          | Área de Servicio de Ponferrada                                                                              |                  | Área de Servicio de Ponferrada                                            |                              |
|          | vía de servicio hospital universitario del Bierzo Camponaraya - Cacabelos                                   | 394              | vía de servicio hospital universitario del Bierzo Camponaraya - Cacabelos | LE-713                       |
|          | Carracedelo - Carracedo del Monasterio                                                                      | 399              | Carracedelo - Carracedo del Monasterio                                    | N-6                          |
|          | Toral de los Vados - El Barco de Valdeorras - Orense                                                        | 400              |                                                                           | N-120                        |
|          | | 405              | Toral de los Vados - El Barco de Valdeorras - Orense                      | N-120                        |
|          | Villafranca del Bierzo - Corullón - Cacabelos                                                               | 407              | Villafranca del Bierzo - Corullón - Cacabelos                             | N-6                          |
|          | Túnel de Villafranca del Bierzo 555m                                                                        |                  | Túnel de Villafranca del Bierzo 555m                                      |                              |
|          | Túnel de Trabadelo 233m                                                                                     |                  | Túnel de Trabadelo 233m                                                   |                              |
|          | vía de servicio Trabadelo - Pereje                                                                          | 415              | vía de servicio Trabadelo - Pereje                                        | N-6                          |
|          | Túnel de La Escrita 150m                                                                                    |                  | Túnel de La Escrita 150m                                                  |                              |
|          | vía de servicio La Portela de Valcarce - Vega de Valcarce - Balboa                                          | 419-420          | vía de servicio La Portela de Valcarce - Vega de Valcarce - Balboa        | N-6                          |
|          | GALICIA Provincia de Lugo                                                                                   | km. 431          | CASTILLA Y LEÓN Provincia de León                                         |                              |
|          | Puerto de Piedrafita del Cebreiro 1099m                                                                     |                  | Puerto de Piedrafita del Cebrero 1099m                                    |                              |
|          | vía de servicio área de descanso Piedrafita del Cebrero                                                     | 431              |                                                                           | N-6                          |
|          | Túnel de Piedrafita del Cebrero 865m                                                                        |                  | Túnel de Piedrafita del Cebrero 865m                                      |                              |
|          | | 432              | vía de servicio Piedrafita del Cebrero                                    | N-6                          |
|          | Túnel de San Pedro 280m                                                                                     |                  | Túnel de San Pedro 280m                                                   |                              |
|          | Doncos - Noceda                                                                                             | 438              | Doncos - Noceda                                                           | N-6                          |
|          | Túnel de Doncos 680m                                                                                        |                  | Túnel de Doncos 680m                                                      |                              |
|          | Los Nogales                                                                                                 | 444              | Los Nogales                                                               | N-6                          |
|          | vía de servicio Becerreá Navia de Suarna - Cervantes                                                        | 451              | Becerreá Navia de Suarna - Cervantes                                      | N-6 LU-722                   |
|          | Túnel de Cerezal 800m                                                                                       |                  | Túnel de Cerezal 700m                                                     |                              |
|          | área de descanso Becerreá - Cerezal                                                                         | 456              | vía de servicio Becerreá - Cerezal                                        | N-6                          |
|          | Neira de Rey - Baleira                                                                                      | 461              | Neira de Rey - Baleira                                                    | LU-710                       |
|          | Túnel de Neira 162m                                                                                         |                  | Túnel de Neira 162m                                                       |                              |
|          | vía de servicio Picato - Baralla                                                                            | 469              | vía de servicio Picato - Baralla                                          | N-6                          |
|          | |                  | área de descanso                                                          |                              |
|          | vía de servicio Corgo - Castroverde                                                                         | 479              | vía de servicio Corgo - Castroverde                                       | N-6                          |
|          | Área de Servicio de O Corgo                                                                                 |                  | Área de Servicio de O Corgo                                               |                              |
|          | Orense - Santiago de Compostela Lugo (sur) Sarria - Monforte de Lemos                                       | 488              | Orense - Santiago de Compostela Lugo (sur) Sarria - Monforte de Lemos     | A-54 LU-11 CG-2.2 N-6 LU-546 |
|          | Lugo - Fonsagrada                                                                                           | 493              | Lugo - Fonsagrada                                                         | LU-530                       |
|          | vía de servicio Oviedo - Lugo (este) - Ribadeo                                                              | 497              | vía de servicio Oviedo - Lugo (este) - Ribadeo                            | N-640                        |
|          | polígono industrial de O Ceao Lugo (norte)                                                                  | 500              | polígono industrial de O Ceao Lugo (norte) Orense                         | N-6 N-540                    |
|          | Castro de Rey - Otero de Rey Centro de Conservación y Explotación                                           | 507              | Castro de Rey - Otero de Rey Centro de Conservación y Explotación         |                              |
|          | vía de servicio Rábade Villalba Cospeito                                                                    | 510              | vía de servicio Rábade Villalba Cospeito                                  | N-6 LU-541 LU-111            |
|          | Begonte | 517              | Begonte                                                                   |                              |
|          | Villalba - Ferrol - Oviedo                                                                                  | 522A             | Villalba - Oviedo                                                         | E-70 A-8                     |
|          | vía de servicio Baamonde - Villalba                                                                         | 522B             | vía de servicio Baamonde - Villalba                                       | N-634                        |
|          | vía de servicio Parga                                                                                       | 529              | vía de servicio Parga                                                     | LU-170                       |
|          | vía de servicio Guitiriz                                                                                    | 535              | vía de servicio Guitiriz                                                  | N-6                          |
|          | Área de Servicio de Guitiriz                                                                                |                  | Área de Servicio de Guitiriz                                              |                              |
|          | Santiago de Compostela                                                                                      | 540              | Santiago de Compostela                                                    | N-634                        |
|          | Provincia de La Coruña                                                                                      | km. 540          | Provincia de Lugo                                                         |                              |
|          | vía de servicio Montesalgueiro-Aranga Irijoa                                                                | 549              | vía de servicio Montesalgueiro-Aranga Irijoa                              | N-6 AC-151                   |
|          | Área de Servicio de Coirós                                                                                  |                  | Área de Servicio de Coirós                                                |                              |
|          | Coirós Betanzos (centro)                                                                                    | 560              | Coirós                                                                    | N-6                          |
|          | área de descanso                                                                                            |                  | área de descanso                                                          |                              |
|          | Oza-Cesuras Curtis                                                                                          | 565              | Oza-Cesuras Curtis                                                        | AC-840                       |
|          | Betanzos (sur) - Mabegondo Ferrol                                                                           | 567              | Betanzos (sur) - Mabegondo Ferrol                                         | AC-542 N-651                 |
|          | La Coruña - Ferrol - Santiago de Compostela                                                                 | 568              | La Coruña - Ferrol - Santiago de Compostela                               | E-70 E-1 AP-9                |
|          | vía de servicio Mabegondo - Carral                                                                          | 573              | vía de servicio Mabegondo - Carral                                        | AC-542                       |
|          | vía de servicio Santiago de Compostela Cambre                                                               | 583              | vía de servicio Santiago de Compostela Cambre                             | N-550                        |
|          | Culleredo - Ledoño La Coruña - aeropuerto                                                                   | 586              | Culleredo - Ledoño La Coruña - aeropuerto                                 | AC-523 AC-14                 |
|          | Uges - Orro - Culleredo                                                                                     | 589              | Uges - Orro - Culleredo                                                   |                              |
|          | Arteijo Carballo Puerto exterior                                                                            | 593              |                                                                           | AC-551 AG-55 AC-15           |
|          | Fin de la autovía A-6 Dirección final: AC-551 Arteijo AG-55 Carballo - La Coruña                            |                  | Comienzo de la autovía A-6                                                | AC-551                       |